# Diocesi di Bom Jesus da Lapa
La diocesi di Bom Jesus da Lapa (in latino Dioecesis Spelaeopolitana a Bono Iesu) è una sede della Chiesa cattolica in Brasile suffraganea dell'arcidiocesi di Vitória da Conquista. Nel 2022 contava 335.000 battezzati su 429.000 abitanti. È retta dal vescovo Rubival Cabral Britto, O.F.M.Cap.

## Territorio
La diocesi comprende 15 comuni nella parte sud-occidentale dello stato brasiliano di Bahia: Bom Jesus da Lapa, Canápolis, Carinhanha, Cocos, Coribe, Correntina, Feira da Mata, Jaborandi, Paratinga, Santa Maria da Vitória, Santana, São Félix do Coribe, Serra do Ramalho, Serra Dourada e Sítio do Mato.
Sede vescovile è la città di Bom Jesus da Lapa, dove funge da procattedrale il santuario rupestre del Buon Gesù. Nel 2004 sono iniziati i lavori di costruzione della cattedrale, che sarà dedicata a Nostra Signora del Carmelo.
Il territorio si estende su 56.300 km² ed è suddiviso in 24 parrocchie.

## Storia
La diocesi è stata eretta il 22 luglio 1962 con la bolla Christi Ecclesia di papa Giovanni XXIII, ricavandone il territorio dalle diocesi di Barra e di Caetité.
Originariamente suffraganea dell'arcidiocesi di San Salvador di Bahia, il 16 gennaio 2002 è entrata a far parte della provincia ecclesiastica di Vitória da Conquista.

## Cronotassi dei vescovi

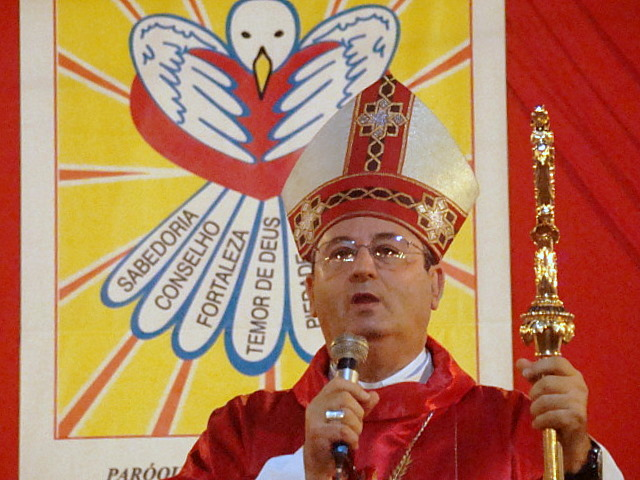
Il vescovo José Valmor César Teixeira

Si omettono i periodi di sede vacante non superiori ai 2 anni o non storicamente accertati.
- José Nicomedes Grossi † (28 agosto 1962 - 15 marzo 1990 ritirato)
- Francisco Batistela, C.SS.R. † (18 aprile 1990 - 28 gennaio 2009 ritirato)
- José Valmor César Teixeira, S.D.B. (28 gennaio 2009 - 20 marzo 2014 nominato vescovo di São José dos Campos)
- João Santos Cardoso (24 giugno 2015 - 5 luglio 2023 nominato arcivescovo di Natal)
- Rubival Cabral Britto, O.F.M.Cap., dal 13 marzo 2024

## Statistiche
La diocesi nel 2022 su una popolazione di 429.000 persone contava 335.000 battezzati, corrispondenti al 78,1% del totale.
| anno | popolazione | popolazione | popolazione | presbiteri | presbiteri | presbiteri | presbiteri                | diaconi | religiosi | religiosi | parrocchie |
| anno | battezzati  | totale      | %           | numero     | secolari   | regolari   | battezzati per presbitero | diaconi | uomini    | donne     | parrocchie |
| ---- | ----------- | ----------- | ----------- | ---------- | ---------- | ---------- | ------------------------- | ------- | --------- | --------- | ---------- |
| 1964 | 149.000     | 151.000     | 98,7        | 8          | 4          | 4          | 18.625                    |         | 4         | 7         | 6          |
| 1966 | 162.000     | 164.812     | 98,3        | 10         | 6          | 4          | 16.200                    |         | 6         | 6         | 6          |
| 1976 | 214.000     | 216.400     | 98,9        | 17         | 9          | 8          | 12.588                    |         | 8         | 29        | 6          |
| 1980 | 549.000     | 555.000     | 98,9        | 19         | 11         | 8          | 28.894                    |         | 8         | 33        | 10         |
| 1990 | 294.000     | 296.543     | 99,1        | 20         | 6          | 14         | 14.700                    | 2       | 17        | 38        | 12         |
| 1999 | 305.000     | 338.000     | 90,2        | 19         | 6          | 13         | 16.052                    |         | 15        | 30        | 14         |
| 2000 | 315.000     | 350.000     | 90,0        | 19         | 9          | 10         | 16.578                    |         | 12        | 30        | 14         |
| 2001 | 315.000     | 350.000     | 90,0        | 21         | 7          | 14         | 15.000                    |         | 16        | 42        | 14         |
| 2002 | 295.000     | 328.134     | 89,9        | 18         | 10         | 8          | 16.388                    |         | 10        | 42        | 14         |
| 2003 | 270.000     | 330.000     | 81,8        | 18         | 10         | 8          | 15.000                    |         | 10        | 41        | 14         |
| 2004 | 280.000     | 350.000     | 80,0        | 24         | 9          | 15         | 11.666                    |         | 18        | 42        | 14         |
| 2006 | 287.000     | 360.000     | 79,7        | 27         | 14         | 13         | 10.629                    |         | 17        | 42        | 14         |
| 2012 | 316.000     | 397.000     | 79,6        | 34         | 17         | 17         | 9.294                     |         | 18        | 38        | 15         |
| 2015 | 324.000     | 406.000     | 79,8        | 30         | 14         | 16         | 10.800                    |         | 17        | 33        | 15         |
| 2018 | 332.150     | 416.200     | 79,8        | 32         | 14         | 18         | 10.379                    |         | 19        | 26        | 18         |
| 2020 | 330.400     | 422.710     | 78,2        | 27         | 16         | 11         | 12.237                    |         | 15        | 28        | 18         |
| 2022 | 335.000     | 429.000     | 78,1        | 30         | 17         | 13         | 11.166                    |         | 14        | 31        | 24         |